# Чагарникова перепілка
Чагарникова перепілка (Perdicula) — рід куроподібних птахів родини фазанових (Phasianidae). Представники цього роду мешкають в Індії, Бангладеш і на Шрі-Ланці.

## Опис
Седедня довжина чагарникових перепілок становить 17-20 см, а вага 50-85 г. Від перепілок з роду Coturnix вони відрізняються коротким, доволі високим дзьобом, дещо колючим оперенням голови і хвостом, зо складається з дванадцяти доволі жорстких стернових пер (у перепілок 8-12 м'яких пер). Крім того, на лапах скельних і чагарникових перепілок є шпори. Чагарниковим перепілкам притаманний статевий диморфізм: самці і самиці відрізняються за забарвленням і розмірами.

## Види
Виділяють чотири види:
- Перепілка чагарникова (Perdicula asiatica)
- Перепілка скельна (Perdicula argoondah)
- Перепілка червонодзьоба (Perdicula erythrorhyncha)
- Перепілка червоногорла (Perdicula manipurensis)